# Cytherura sablensis
Cytherura sablensis är en kräftdjursart som först beskrevs av Benson och G. L. Coleman II 1963.  Cytherura sablensis ingår i släktet Cytherura och familjen Cytheruridae. Inga underarter finns listade i Catalogue of Life.